# Kiss Me Again (film, 1931)
Pour les articles homonymes, voir Kiss Me Again.
Pour plus de détails, voir Fiche technique et Distribution.
Kiss Me Again est un film musical d'opérette américain entièrement filmé en Technicolor, réalisé par William A. Seiter, sorti en 1931.

## Synopsis
Une vendeuse française obéit à ses parents en quittant son amant pour devenir une star de l'opéra.

## Fiche technique
- Titre original : Kiss Me Again
- Réalisation : William A. Seiter (non crédité)
- Scénario : Julien Josephson et Paul Perez d'après la pièce musicale de Henry Martyn Blossom, Mlle. Modiste
- Production : William A. Seiter
- Société de production et de distribution : First National Pictures
- Musique : 
  - Paroles : Henry Martyn Blossom
  - Orchestre : Leo F. Forbstein
  - Compositeur : Victor Herbert
  - Directeur général musical : Erno Rapee
- Photographie : Lee Garmes
- Montage : Peter Fritch
- Directeur artistique : Anton Grot
- Pays de production :  États-Unis
- Langue : anglais
- Genre : Film musical et romance
- Durée : 75 minutes
- Format : Couleur (Technicolor) - Mono
- Dates de sortie :
  - États-Unis : 7 janvier 1931 (New York)
  - États-Unis : 23 février 1931

## Distribution
- Bernice Claire : Mlle Fifi
- Edward Everett Horton : René
- Walter Pidgeon : Paul de St. Cyr
- June Collyer : Marie
- Frank McHugh : François
- Claude Gillingwater : Comte de St. Cyr
- Judith Vosselli : Mme Cécile
- Albert Gran : Général de Villafranche
- Armand Kaliz (non crédité) : M. Bachegalupé

## Chansons
- Ah! But in Dreams So Fair
- Alas! To Part, How Great the Sorrow
- I Want What I Want When I Want It
- If I Were On the Stage
- Kiss Me Again
- The Mascot of the Troop
- Clothes Parade
- A Make Believe Ladies Man
- Pan Americana
- Ballet Medley
- Air de Ballet
- The Time, the Place and the Girl

## Autour du film
Kiss Me Again est sorti aux États-Unis sous le titre Toast of the Legion à la fin de l'année 1930, mais fut rapidement retiré des écrans quand la Warner Bros. réalisa que le public commençait à se fatiguer des films musicaux. La compagnie crut à un ras-le-bol passager qui ne durerait que quelques mois, mais comme la tendance ne s'inversait toujours pas ils resortirent le film début 1931 après avoir fait quelques coupes. Notamment des chansons de Walter Pidgeon.

## Conservation
Seule une copie en noir et blanc de la copie coupée sortie en 1931 aux États-Unis semble avoir survécu. Le film complet est sorti intact dans les pays autres que les États-Unis sous le titre Toast of the Legion, où il n'y a jamais eu de réaction négative à l'égard des comédies musicales. On ne sait pas s'il existe encore une copie de cette version intégrale.